# Dielektrikum
Als Dielektrikum (Mehrzahl: Dielektrika) wird eine elektrisch schwach- oder nichtleitende Substanz bezeichnet, in der die vorhandenen Ladungsträger nicht frei beweglich sind. Ein Dielektrikum kann ein Gas, eine Flüssigkeit oder ein Feststoff sein. Der Begriff  Dielektrikum wird insbesondere dann verwendet, wenn in dem betrachteten Raumbereich ein elektrisches Feld besteht (von griech. dia-: „durch“, d. h. das Feld geht durch das Material hindurch).
Die Feldgrößen des Dielektrikums sind die elektrische Feldstärke {\displaystyle E} und die elektrische Flussdichte {\displaystyle D}. Sie sind im elektrostatischen, d. h. zeitlich konstanten Fall und in einem isotropen Medium durch die Permittivität {\displaystyle \varepsilon } über folgende Beziehung verknüpft:
{\displaystyle {\vec {D}}=\varepsilon {\vec {E}}.}
Die Permittivität ist das Produkt aus der elektrischen Feldkonstante {\displaystyle \varepsilon _{0}} und der materialspezifischen, dimensionslosen relativen Permittivität {\displaystyle \varepsilon _{r}}:
{\displaystyle \varepsilon =\varepsilon _{0}\varepsilon _{r}.}

## Begriffsverwendung
Isolatoren wie der Isolierstoff zwischen Kondensatorplatten, Koaxialkabeln und Ähnlichem werden als Dielektrikum bezeichnet. Auch Antennen können funktionsbestimmende dielektrische Bauteile besitzen.
Auch die Flüssigkeit einer Funkenerodiermaschine, die verhindert, dass die Funken der Elektrode zu lang sind, wird als Dielektrikum bezeichnet.
Isolierstoffe, die nur zur elektrischen Isolation leitfähiger Teile voneinander dienen, werden in der Regel nicht als Dielektrika bezeichnet, obwohl ihre dielektrischen Eigenschaften für ihr Funktionieren ausschlaggebend sein können.

## Polarisation eines Dielektrikums

Der Atomkern (positiver Ladungsschwerpunkt) wird durch ein externes Feld links neben den negativen Ladungsschwerpunkt (Elektronenhülle) gezogen

Da in einem Dielektrikum die Ladungsträger nicht frei beweglich sind, werden sie durch ein äußeres elektrisches Feld polarisiert. Dabei wird zwischen zwei Arten der Polarisation unterschieden:

### Verschiebungspolarisation
- Bei der Verschiebungspolarisation werden elektrische Dipole induziert, das heißt, Dipole entstehen durch geringe Ladungsverschiebung in den Atomen oder Molekülen oder zwischen verschieden geladenen Ionen. Bei einem Wechselfeld „schwingen“ die negative Elektronenhülle und der positive Atomkern gegenläufig hin und her. Die Bewegung des Atomkerns kann auf Grund seiner deutlich größeren Masse (Massenverhältnis Proton zu Elektron ≈ 1836) gegenüber der Elektronenhüllenbewegung vernachlässigt werden. Daher wird der Atomkern als ortsfest betrachtet. Die Größe des induzierten Dipolmoments ist somit nur von der Auslenkung der Elektronenhülle abhängig. Bei diesen Schwingungen entsteht keine Wärmeenergie. Der Effekt kann mit Hilfe der Clausius-Mossotti-Gleichung beschrieben werden.

### Orientierungspolarisation
- Bei der Orientierungspolarisation werden ungeordnete, permanente Dipole eines Isolators im elektrischen Feld gegen ihre thermische Bewegung ausgerichtet. Bei einem Wechselfeld müssen sich die Moleküle ständig umorientieren, wobei Energie aus dem Feld in Wärme umgesetzt wird (Mikrowellenherd). Der Effekt kann mit der Debye-Gleichung beschrieben werden.

## Dielektrika in Kondensatoren
Die Kapazität {\displaystyle C} eines Kondensators hängt im Wesentlichen vom verwendeten Dielektrikum und dessen relativer Permittivität {\displaystyle \varepsilon _{r}}, der Elektrodenfläche A und dem Abstand {\displaystyle d} der Elektroden zueinander ab.
Für einen Plattenkondensator gilt:
{\displaystyle C=\varepsilon _{r}\varepsilon _{0}\cdot {A \over d}}
Je höher die relative Permittivität {\displaystyle \varepsilon _{r}} ist, desto mehr Energie kann in dem elektrischen Feld zwischen den Platten eines Kondensators gespeichert werden. Die relative Permittivität des ausgewählten Isolierstoffes sagt also aus, um das Wievielfache sich die Kapazität eines Kondensators gegenüber Vakuum (bzw. Luft) als Isolierstoff erhöht.
Eine wichtige Größe eines Dielektrikums bei Kondensatoren und Kabeln ist auch dessen Durchschlagsfestigkeit, das heißt ab welcher Spannung das Dielektrikum seine Isolationseigenschaften verliert und es zu Überschlägen zwischen den Kondensatorbelägen oder den Kabeladern kommt.
Je nach Anwendung spielt auch der dielektrische Verlustfaktor bei Kondensator-Dielektrika eine Rolle. Er führt bei Wechselspannung zur Erwärmung des Kondensators. Die bei manchen Materialien ausgeprägte dielektrische Absorption kann zu einem teilweisen Wiederaufladen eines Kondensators nach einer vollständigen Entladung durch Kurzschließen führen.

## Dielektrika in Kabeln, Hochfrequenz- und Hochspannungs-Bauteilen
Als Dielektrikum wird auch der Isolierstoff zwischen den Leitern eines Kabels (insbesondere Hochfrequenz- und Koaxialkabel) bezeichnet, der wesentlich dessen Leitungswellenwiderstand und die frequenzabhängige Dämpfung pro Länge bestimmt (meist in Dezibel [dB] oder Neper [Np] pro km angegeben).
Dielektrische Antennen, Resonatoren und dielektrische Wellenleiter werden in der Hochfrequenztechnik verwendet und gehorchen den gleichen Gesetzen der Brechung wie in der Optik beziehungsweise bei Lichtleitkabeln.
Typische Materialien für Dielektrika in Hochfrequenz-Anwendungen sind Polyethylen, PTFE, Keramik (zum Beispiel Steatit, Aluminiumoxid), Glimmer oder Luft. Dielektrika für Hochfrequenz-Anwendungen müssen im Allgemeinen besonders geringe dielektrische Verlustfaktoren aufweisen.
Gleiches gilt für Hochspannungsbauteile wie Kabel oder Transformatoren. Hierbei besteht das Dielektrikum in erster Linie aus der ölgetränkten Papierisolation zwischen Kabelleiter und Schirm beziehungsweise zwischen den Transformatorwicklungen. Die dielektrischen Eigenschaften dieser Bauteile geben Aufschluss über die Qualität der Isolierung.